# Provincia di Venezia (Lombardo-Veneto)
La provincia di Venezia era una provincia del Regno Lombardo-Veneto, esistita dal 1816 al 1866.
Capoluogo era la città di Venezia, capitale del Regno dal 1859 al 1866.

## Storia
La provincia fu creata nel 1816 all'atto della costituzione del Regno Lombardo-Veneto, succedendo al dipartimento dell'Adriatico di epoca napoleonica.

### Suddivisione amministrativa
La provincia era suddivisa in otto distretti e cinquantasei comuni:
- distretto I di Venezia
  - Burano[2], Malamocco[2], Murano[2], Venezia
- distretto di II Mestre
  - Chirignano[2], Favero[2], Marcon, Martellago, Mestre[2], Spinea, Zellarin[2];
- distretto III di Dolo
  - Campagna, Campolongo, Camponoghera, Dolo, Fiesso, Fossò, Gambarare[3], Mira, Oriago[3], Strà, Vigonovo;
- distretto IV di Chioggia
  - Cavarzere destro, Chioggia, Cona, Palestrina[2];
- distretto V di Loreo
  - Contarina[4], Donada[4], Loreo, Rosolina;
- distretto VI di Ariano
  - Ariano, Corbola, San Niccolò, Taglio di Pò;
- distretto VII di San Donà
  - Cava Zuccarina, Ceggia, Fossalta, Grisollera di sopra, Meolo, Musile, Noventa, San Donà, San Michele del Quarto, Torre di Mosto
- distretto VIII di Porto Gruaro
  - Annone, Caorle, Cinto, Concordia di quà, Fossalta, Gruaro, Lugugnana[5], Porto Gruaro, Prà Maggiore, San Michele, Santo Stin di sopra, Teglio

#### Variazioni
Nel 1838 la provincia di Venezia acquisì dalla provincia del Friuli il distretto di Portogruaro.
Nel 1851 cedette alla provincia di Rovigo i distretti di Loreo e Ariano.
Dal 1853 vi entrò a far parte il distretto di Mirano (comprensivo anche dell'ex distretto di Noale), proveniente dalla provincia di Padova.

### Passaggio al Regno d'Italia (1866)
Nel 1866, in seguito alla terza guerra d'indipendenza, il Veneto fu annesso al Regno d'Italia, lasciando invariata la perimetrazione delle province, ordinate secondo le disposizioni del Decreto Rattazzi emanato nel 1859 dal governo sabaudo.